# حسيك حرشفي
حسيك حرشفي (الاسم العلمي:Arrhenatherum scabrum) هو نوع نباتي يتبع جنس الحسيك من فصيلة النجيلية.